# Vojska Republiky srbské
Vojska Republiky srbské (srbsky Војска Републике Српске), běžně označované jako Bosenskosrbská armáda, byla armáda Republiky srbské, jednostraně vyhlášené na srbském území v rámci nově nezávislé Bosny a Hercegoviny (dříve součást Jugoslávie), které se vzepřela a proti níž bojovala. Aktivní byla během bosenské války v letech 1992 až 1995 a pokračovala v existenci jako ozbrojené síly RS, jedné ze dvou entit tvořících Bosnu a Hercegovinu, až do roku 2006, kdy byla integrována do nově vzniklých Ozbrojených sil Bosny a Hercegoviny. Síly VRS se zapojily do několika kampaní, včetně operace Koridor 92, operace Vrbas 92, operace Bura a operace Pavouk. Zúčastnily se také do obléhání Sarajeva a masakru ve Srebrenici.
VRS se odštěpily z JNA po vyhlášení Republiky srbské na území Bosny a Hercegoviny na základě rozhodnutí skupštiny RS v Banja Luce 12. května 1992. Do jejich čela se tehdy postavil generálplukovník Ratko Mladić. Ihned poté jednotky VRS bojovaly proti alianci HVO a ArBiH, účastnily se například i obléhání Sarajeva.
Po uzavření Daytonské smlouvy vojska zůstala ozbrojenými silami RS, byla však Haagským tribunálem pro bývalou Jugoslávii odsouzena, včetně svých velitelů. Zánik VRS, který byl součástí reformy ozbrojených sil země a vešel v platnost 1. ledna 2006, vedl k masovým protestům v některých městech RS, účastnily se jich tisíce lidí.

## Personál
Vojska Republiky srbské (VRS) byla založena 12. května 1992 ze zbytků Jugoslávské lidové armády (JNA) bývalé Socialistické federativní republiky Jugoslávie, od níž se Bosna a Hercegovina odtrhla dříve v roce 1992. Když vypukla válka v Bosně, JNA formálně propustila 80 000 bosenskosrbských vojáků. Tyto jednotky, kterým bylo povoleno ponechat si své těžké zbraně, tvořily páteř nově vzniklé armády Republiky srbské.
Kromě personálu tvořeného převážně bosenskými Srby bojovaly ve VRS cca 4000 zahraničních pravoslavných křesťanských dobrovolníků. 700 z nich pocházelo z Ruska a 300–800 z Bulharska. K boji se na straně bosenských Srbů také dobrovolně přihlásilo 100 Řeků, kteří vytvořili Řeckou dobrovolnickou gardu, která se údajně účastnila masakru ve Srebrenici.

## Poválečný stav a zrušení

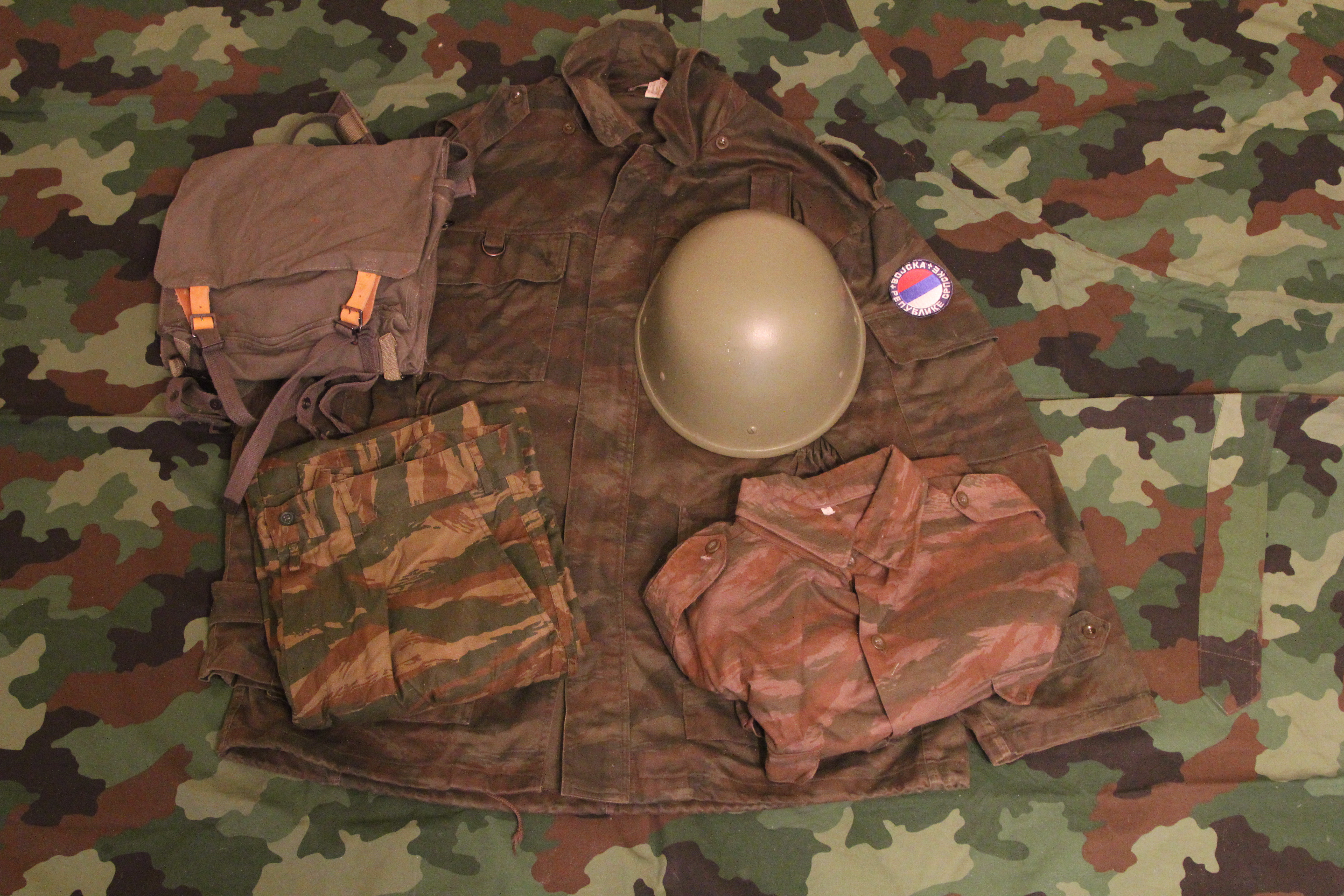
Typická uniforma člena VRS během 90. let

Po válce měla Bosna a Hercegovina dvě armády, VRS a Armádu Federace Bosny a Hercegoviny (AFBiH). AFBiH se sám skládala ze dvou prvků, ARBiH a HVO. Obě armády fungovaly bez společného velení, na principu „nezasahování do záležitostí té druhé“. Bisera Turkovićová poznamenala, že je „proto sporné, zda by řekněme cizí útok na Sarajevo toto hlavní město [...VRS] bránily“. Existence dvou samostatných armád byla jedním z faktorů bránících rozvoji civilně-vojenských vztahů. VRS prováděla odminování.
V roce 2003 se armáda začala integrovat do ozbrojených sil Bosny a Hercegoviny. V roce 2005 byla nasazena plně integrovaná jednotka Srbů, Bosňáků a Chorvatů, aby posílila koaliční síly vedené USA v Iráku. 6. června 2006 byla plně integrována do ozbrojených sil Bosny a Hercegoviny řízených Ministerstvem obrany Bosny a Hercegoviny.
V březnu 2025 připravovala Národní skupština Republiky srbské návrh na novou ústavu, resp. na doplnění současné ústavy Republiky srbské, které by mimo jiné předpokládala i znovuobnovení vlastních ozbrojených sil Republiky srbské jako jedné z entit v Bosně a Hercegovině. Toto vojsko by působilo a existovalo pod původním názvem.